# Christoph von Gendorf
Christoph von Gendorf (auch: Christoph Gendorfer von Gendorf; Christoph Jandorfer von Jandorf; tschechisch: Kryštof Gendorf z Gendorfu; * 1497; † 6. August 1563 in Hohenelbe, Königgrätzer Kreis) war ein Bergbauunternehmer und Oberster Berghauptmann von Böhmen.

## Leben
Christoph von Gendorf entstammte einem österreichisch-böhmischen Adelsgeschlecht. Bereits im Jahre 1528 war er als Kommissär an der Überführung der von den Grafen Schlick betriebenen Joachimsthaler Münze an die königliche Kammer beteiligt. Wohl deshalb ernannte ihn König Ferdinand I. 1530 zum Oberstbergmeister. 1532 erfolgte die Aufnahme in den böhmischen Ritterstand sowie die Beauftragung Gendorfs, das Kuttenberger Silberbergwerk zu reformieren und das böhmische Münzwesen neu zu regeln. Am 12. März 1533 erwarb Gendorf das Dorf Hohenelbe, das der König noch im selben Jahr zum Städtchen erhob und das unter Gendorf eine wirtschaftliche Blüte erlebte. Bereits im Jahr 1523 hatte der böhmischen König Ludwig die Bergrechte für Hohenelbe an Gendorf verliehen.
1534 gelangte Gendorf an die Herrschaft Trautenau, die ihm König Ferdinand I. als erbliches Lehen übergab; im selben Jahr erteilte er ihm auch die Bergfreiheit für alle seine Güter. 1539 erwarb Gendorf von den Brüdern Wilhelm, Hynek und Heinrich Kruschina von Lichtenburg das halbe Schloss Schatzlar sowie die Dörfer Trautenbach, Krinsdorf, Goldenöls, Lampersdorf, Glasendorf und das halbe Dorf Königshan. Am 15. Juli 1541 erneuerte König Ferdinand I. das Schatzlarer Lehen, zu dem nunmehr fünfzehn Dörfer gehörten. Allerdings verlor Gendorf im selben Jahr wegen Streitigkeiten um die Besitzrechte das Trautenauer Lehen. Aus „königlicher Gnade“ erhielt er jedoch 1542 wiederum das Lehen für dreizehn Dörfer aus der Herrschaft Trautenau. 1545 wurde Gendorf zum Berghauptmann in Joachimsthal befördert. Dieses Amt übte er bis zum 27. Mai 1546 aus.
Nachdem sich Trautenau im böhmischen Ständeaufstand von 1547 dem gegen den König gerichteten Städtebund anschloss, verpfändete König Ferdinand I. die Herrschaft Trautenau wiederum an Christoph von Gendorf auf dessen Lebenszeit und sechs weitere Jahre für dessen Erben. Gendorf übte das Amt des Burggrafen aus und baute die Trautenauer Burg zu einem Stadtschloss aus. Streitigkeiten mit den Bürgern führten dazu, dass Gendorf 1562 die Stadt Trautenau seiner Tochter Eustachia überschrieb. Die langjährigen Grenzstreitigkeiten zwischen Gendorf und dem Kloster Grüssau wegen eines Waldes „hinter dem Bober im Sumpf“ konnten 1559 durch eine kaiserliche Kommission beigelegt werden.
Als Oberster Berghauptmann Böhmens war Gendorf an zahlreichen Bergangelegenheiten des Landes beteiligt. Die von ihm errichteten Bergwerke und industriellen Anlagen erreichten ein hohes technisches Niveau und trugen zur wirtschaftlichen Entwicklung des Landes bei. Große Verdienste erwarb er sich um die Gewinnung von Alaun und Vitriol.

## Erben
Gendorf starb 1563 ohne männliche Nachkommen. Bereits 1539 erhielt er von König Ferdinand I. die Genehmigung, seine Besitzungen an seine Töchter zu vererben. Die Genehmigung wurde mit der Auflage verbunden, dass die gesamte Erbschaft wieder an die Krone Böhmen zurückfalle, falls auch die Töchter keine männlichen Nachkommen hinterlassen sollten. Gendorfs Töchter waren:
- Paula, verheiratet mit Hermann von Czettritz († 1564); deren Besitzungen erbte der gleichnamige Sohn Hermann von Czettritz
- Eustachia († 1568), Witwe des Liegnitzer Kanzlers Wolf Bock von Hermsdorf
- Benigna († 1577), verheiratet mit Johann Silber
- Cordula, verheiratet mit Peter Bohdanecký von Hodkov
- Eleonora, verheiratet in erster Ehe mit Christof Silber und in zweiter Ehe mit Leo Vitzthum
- Lucretia († 1586), verheiratet in erster Ehe mit Peter von Schellenberg, in zweiter Ehe mit Bohuslav Křinecký